# Giorgio Augusto di Nassau-Idstein
Giorgio Augusto Samuele di Nassau-Idstein (Idstein, 26 febbraio 1665 – Biebrich, 26 ottobre 1721) fu, dal 1677, conte e, dal 1688 fino alla sua morte, principe di Nassau-Idstein. Risiedette principalmente a Wiesbaden.

## Biografia
Giorgio Augusto aveva appena 12 anni quando suo padre Giovanni morì nel 1677. Due reggenti assunsero la gestione del governo: il conte Giovanni Gaspare di Leiningen-Dagsburg e il conte Giovanni Augusto di Solms. Giorgio Augusto studiò a Gießen, a Strasburgo e a Parigi, e successivamente in Inghilterra e in Brabante. Durante il suo Grand Tour, visitò diverse corti europee; fu particolarmente impressionato dal Palazzo di Versailles. Nel 1683, partecipò alla difesa di Vienna durante l'assedio e la battaglia di quella città. Un anno dopo, diventò il conte regnante al suo diciottesimo compleanno. Il 4 agosto 1688, l'imperatore Leopoldo I lo elevò a principe come ricompensa per i suoi servizi a Vienna, e anche perché aveva pagato una grossa somma di denaro.
Il 22 novembre, sposò la principessa Enrichetta Dorotea di Oettingen-Oettingen (Oettingen in Bayern 14 novembre 1672 - Wiesbaden 23 maggio 1728) una figlia del principe Alberto Ernesto I di Oettingen e di Cristiana Federica di Württemberg. Ebbero dodici figli, tre maschi e nove femmine.  Tuttavia, due femmine e tutti e tre i maschi morirono nella prima infanzia. p
La città di Wiesbaden e l'intera contea di Nassau-Idstein aveva sofferto molto durante la guerra dei trent'anni e ancora durante la peste nel 1675. Solo poche decine dei suoi 1 800 abitanti sopravvissero. Sotto Giorgio Augusto fu avviata un'ingente ripresa. Egli iniziò una serie di progetti di costruzione. Completò il palazzo residenziale a Idstein, stabilì il parco Herrengarten e il parco della Fasanerie a Wiesbaden, allestì un giardino formale francese sul dalle rive del Reno a Biebrich e rinnovò il Palazzo di Città a Wiesbaden. Una casa giardino fu l'unica parte del Castello di Biebrich che riuscì a essere completato durante la sua vita.
Giorgio Augusto morì di vaiolo nel 1721, così come le sue due figlie più giovani.

## Eredità
La Georgenthal fu chiamata in suo onore; la Henriettenthaler Hof fu chiamata in onore di sua moglie.

## Figli
- Federico Ernesto, Principe Ereditario di Nassau-Idstein (27 agosto 1689 - 21 marzo 1690),
- Principessa Cristina Luisa di Nassau-Idstein (31 marzo 1691 - 13 aprile 1723), sposò il 23 settembre 1709 il Principe Giorgio Alberto della Frisia orientale (8 maggio 1689 - 21 ottobre 1734), figlio del Principe Cristiano Eberardo della Frisia orientale ed Eberardina Sofia Oettingen-Oettingen
- Principessa Carlotta Eberardina of Nassau-Idstein (16 luglio 1692 - 6 febbraio 1693 ibid)
- Principessa Enrichetta Carlotta di Nassau-Idstein (9 novembre 1693 - 8 aprile 1734), sposò il 4 novembre 1711 il Duca Maurizio Guglielmo di Sassonia-Merseburg
- Principessa Eleonora Carlotta di Nassau-Idstein (28 novembre 1696 - 8 dicembre 1696)
- Principessa Albertina Giuliana di Nassau-Idstein (29 marzo 1698 - 9 ottobre 1722), sposò il 14 febbraio 1713 il Duca Guglielmo Enrico di Sassonia-Eisenach figlio del Duca Giovanni Guglielmo di Sassonia-Eisenach e della Principessa Amalia di Nassau-Dietz
- Principessa Augusta Federica di Nassau-Idstein (17 agosto 1699 - 8 giugno 1750), sposò il 17 agosto 1723 il Principe Carlo Augusto di Nassau-Weilburg, figlio del Conte Giovanni Ernesto di Nassau-Weilburg e della Contessa Maria Polissena di Leiningen-Dagsburg-Hartenburg
- Principessa Giovannetta Guglielmina di Nassau-Idstein (14 settembre 1700 - 2 giugno 1756), sposò il 16 ottobre 1719 il Conte Simone Enrico Adolfo di Lippe-Detmold, figlio del Conte Federico Adolfo di Lippe-Detmold e Giovanna Elisabetta di Nassau-Dillenburg
- Federico Augusto, Principe Ereditario di Nassau-Idstein (30 aprile 1702 - 30 gennaio 1703)
- Guglielmo Samuele, Principe Ereditario di Nassau-Idstein (14 febbraio 1704 - 4 maggio 1704)
- Principessa Elisabetta Francesca di Nassau-Idstein (17 settembre 1708 - 7 novembre 1721 ibid)
- Principessa Carlotta Luisa di Nassau-Idstein (17 marzo 1710 - 4 novembre 1721)[3]

## Ascendenza
|                                                       |                                                  |                                        | Genitori                                   |  |  | Nonni |  |  | Bisnonni                           |  |  | Trisnonni                             |  |
|                                                       |                                                  |                                        |                                            |  |  |       |  |  | Albrecht, conte di Nassau-Weilburg |  |  | Philipp III, conte di Nassau-Weilburg |  |
|                                                       |                                                  |                                        |                                            |  |  |       |  |  | Albrecht, conte di Nassau-Weilburg |  |  | Philipp III, conte di Nassau-Weilburg |  |
|                                                       |                                                  | Anna von Mansfeld                      |                                            |  |  |       |  |  | Albrecht, conte di Nassau-Weilburg |  |  |                                       |  |
| Ludwig II, conte di Nassau-Weilburg                   |                                                  |                                        |                                            |  |  |       |  |  | Albrecht, conte di Nassau-Weilburg |  |  |                                       |  |
|                                                       |                                                  | Anna von Nassau-Dillenburg             | Wilhelm I, conte di Nassau-Dillenburg      |  |  |       |  |  |                                    |  |  |                                       |  |
|                                                       |                                                  | Anna von Nassau-Dillenburg             | Wilhelm I, conte di Nassau-Dillenburg      |  |  |       |  |  |                                    |  |  |                                       |  |
|                                                       |                                                  | Anna von Nassau-Dillenburg             | Juliana zu Stolberg                        |  |  |       |  |  |                                    |  |  |                                       |  |
| Johann, conte di Nassau-Idstein                       |                                                  | Anna von Nassau-Dillenburg             |                                            |  |  |       |  |  |                                    |  |  |                                       |  |
|                                                       |                                                  | Wilhelm IV, langravio d'Assia-Kassel   | Philipp I, langravio d'Assia               |  |  |       |  |  |                                    |  |  |                                       |  |
|                                                       |                                                  | Wilhelm IV, langravio d'Assia-Kassel   | Philipp I, langravio d'Assia               |  |  |       |  |  |                                    |  |  |                                       |  |
|                                                       |                                                  | Wilhelm IV, langravio d'Assia-Kassel   | Christina von Sachsen                      |  |  |       |  |  |                                    |  |  |                                       |  |
| Anna Maria von Hessen-Kassel                          |                                                  | Wilhelm IV, langravio d'Assia-Kassel   |                                            |  |  |       |  |  |                                    |  |  |                                       |  |
|                                                       |                                                  | Sabine von Württemberg                 | Christoph, duca del Württemberg            |  |  |       |  |  |                                    |  |  |                                       |  |
|                                                       |                                                  | Sabine von Württemberg                 | Christoph, duca del Württemberg            |  |  |       |  |  |                                    |  |  |                                       |  |
|                                                       |                                                  | Sabine von Württemberg                 | Anna Maria von Brandenburg-Ansbach         |  |  |       |  |  |                                    |  |  |                                       |  |
| Georg August, conte di Nassau-Idstein                 |                                                  | Sabine von Württemberg                 |                                            |  |  |       |  |  |                                    |  |  |                                       |  |
|                                                       | Emich XI, conte di Leiningen-Dagsburg-Falkenburg | Emich X, conte di Leiningen-Hartenburg |                                            |  |  |       |  |  |                                    |  |  |                                       |  |
|                                                       | Emich XI, conte di Leiningen-Dagsburg-Falkenburg | Emich X, conte di Leiningen-Hartenburg |                                            |  |  |       |  |  |                                    |  |  |                                       |  |
|                                                       | Emich XI, conte di Leiningen-Dagsburg-Falkenburg | Katharina von Nassau-Saarbrücken       |                                            |  |  |       |  |  |                                    |  |  |                                       |  |
| Philipp Georg, conte di Leiningen-Dagsburg-Falkenburg | Emich XI, conte di Leiningen-Dagsburg-Falkenburg |                                        |                                            |  |  |       |  |  |                                    |  |  |                                       |  |
|                                                       |                                                  | Ursula von Fleckenstein                | Georg I, barone di Fleckenstein            |  |  |       |  |  |                                    |  |  |                                       |  |
|                                                       |                                                  | Ursula von Fleckenstein                | Georg I, barone di Fleckenstein            |  |  |       |  |  |                                    |  |  |                                       |  |
|                                                       |                                                  | Ursula von Fleckenstein                | Johanna zu Salm-Kyrburg                    |  |  |       |  |  |                                    |  |  |                                       |  |
| Anna von Leiningen-Dagsburg-Falkenburg                |                                                  | Ursula von Fleckenstein                |                                            |  |  |       |  |  |                                    |  |  |                                       |  |
|                                                       |                                                  | Georg III, conte di Erbach-Breuberg    | Eberhard XII, conte di Erbach-Freienstein  |  |  |       |  |  |                                    |  |  |                                       |  |
|                                                       |                                                  | Georg III, conte di Erbach-Breuberg    | Eberhard XII, conte di Erbach-Freienstein  |  |  |       |  |  |                                    |  |  |                                       |  |
|                                                       |                                                  | Georg III, conte di Erbach-Breuberg    | Margarethe zu Salm                         |  |  |       |  |  |                                    |  |  |                                       |  |
| Anna zu Erbach                                        |                                                  | Georg III, conte di Erbach-Breuberg    |                                            |  |  |       |  |  |                                    |  |  |                                       |  |
|                                                       |                                                  | Anna zu Solms-Laubach                  | Friedrich Magnus I, conte di Solms-Laubach |  |  |       |  |  |                                    |  |  |                                       |  |
|                                                       |                                                  | Anna zu Solms-Laubach                  | Friedrich Magnus I, conte di Solms-Laubach |  |  |       |  |  |                                    |  |  |                                       |  |
|                                                       |                                                  | Anna zu Solms-Laubach                  | Agnes von Wied                             |  |  |       |  |  |                                    |  |  |                                       |  |
|                                                       |                                                  | Anna zu Solms-Laubach                  |                                            |  |  |       |  |  |                                    |  |  |                                       |  |